# Nanorchestidae
Nanorchestidae zijn  een familie van mijten. Bij de familie zijn 5 geslachten met circa 45 soorten ingedeeld.